# Oddział Ignacego Dawidowicza

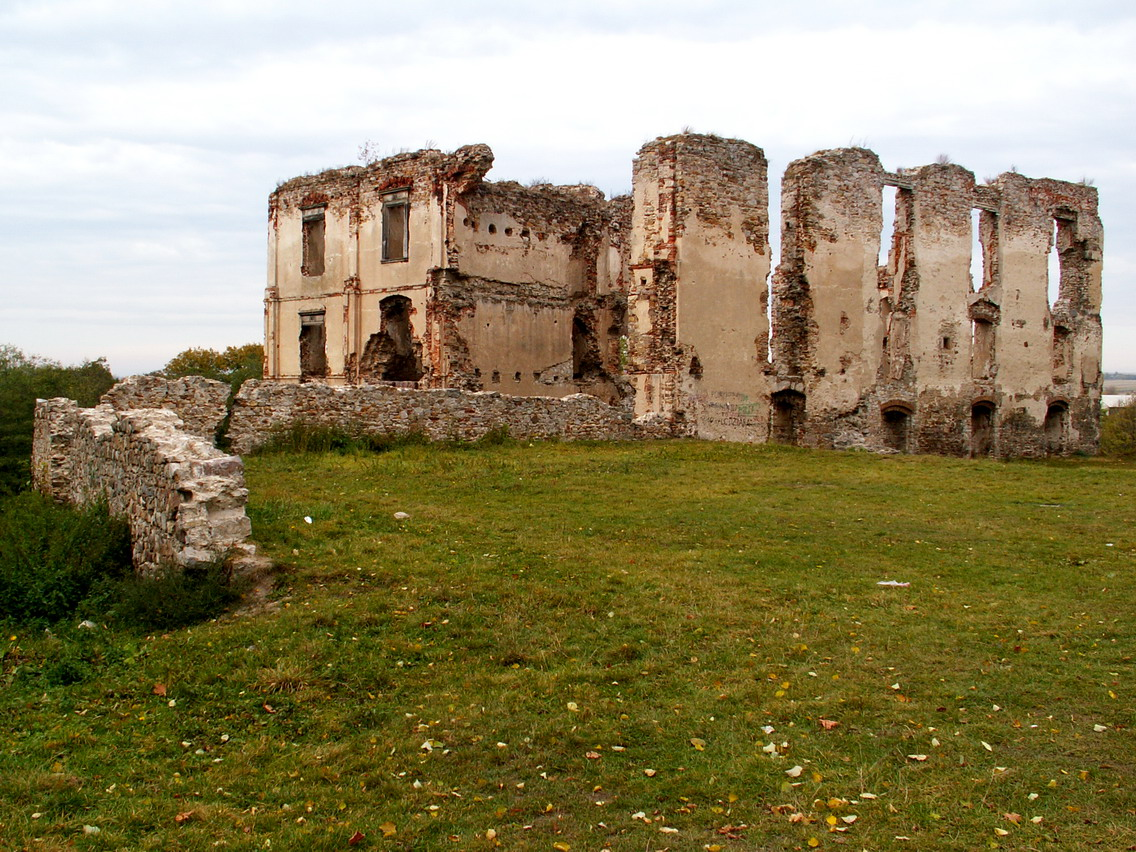
Bodzentyn

Oddział Ignacego Dawidowicza – partia powstańcza okresu powstania styczniowego.
Oddział został sformowany na terenie dawnego województwa sandomierskiego, w okolicach Suchedniowa. Jego dowódcą był mjr Ignacy Dawidowicz – przed powstaniem majster kuźnic w Suchedniowie, dowódca ataku na Bodzentyn.
Żołnierze Dawidowicza jako batalion II pozostawali do dyspozycji Mariana Langiewicza. Walczyli w okolicach Suchedniowa, Parszowa i Wąchocka.